# Heterodon
Heterodon es un género de culebras inofensivas de la familia Dipsadidae, nativas de Norteamérica, desde el norte de México hasta el sur de Canadá. Son culebras robustas con el hocico elevado.

## Descripción
Los adultos de estas especies crecen hasta 30 a 120 cm de longitud. El cuerpo es robusto y la cabeza es ligeramente distinta del cuello. Las costillas anteriores pueden aplanarse lo que permite ampliar el cuello cuando asume una actitud amenazante, de una forma similar al cobra. La cola es corta y las escamas dorsales son carenadas con fosas apicales en 23 a 25 filas. La escala rostral es recurvada y proyectada hacia arriba.
La coloración es muy variable. H. nasicus suele tener un color arenoso con marcas blancas y negras, mientras que la coloración de H. platirhinos varía mucho dependiendo de la localidad, desde un color rojo, naranjo, marrón, hasta verde o negro. A veces son manchadas y a veces de color uniforme.
Los miembros del género Heterodon son generalmente considerados como inofensivos.  Tienen dientes maxilares posteriores alargadas, dos a cada lado, y poseen una saliva ligeramente tóxica. Las mordeduras son poco frecuentes y en algunos casos involucrando a H. nasicus, los síntomas reportados mencionan un leve hormigueo, hinchazón y entumecimiento.

## Alimentación
La mayoría de los miembros de Heterodon se alimentan principalmente de roedores y lagartijas. H. platirhinos  es una excepción, y se alimenta sobre todo de sapos, contando con una inmunidad a las toxinas que ellos secretan.

## Especies
Se reconocen las siguientes:
- Heterodon gloydi Edgren, 1952
- Heterodon kennerlyi Kennicott, 1860
- Heterodon nasicus Baird & Girard, 1852
- Heterodon platirhinos Latreille, 1801
- Heterodon simus (Linnaeus, 1766)